# 이철환 (법조인)
이철환(李鐵煥, 1938년 ~ )은 대한민국의 제21대 광주고등법원장을 역임한 법조인이다. 본관은 학성.

## 생애
1938년에 부산광역시에서 태어나 경남고등학교와 고려대학교 법학과를 졸업하고 제15회 고등고시 사법과에 합격해 판사에 임용되었다.
부산지방법원과 서울형사지방법원 등에서 부장판사를 하다가 부산지방법원, 제주지방법원, 춘천지방법원, 광주고등법원에서 법원장을 역임하였으며 이후 공직에서 물러나 변호사 활동을 했다. 1993년 공직자 재산공개에서 73억여원을 신고해 사법부 내에서 1위를 차지했다.
1983년 12월 1심에서 징역8월을 선고받고 항소한 피고인에 대해 7개월이 지나 징역6개월을 선고하는 바람에 억울하게 구속되게 했던 전력이 있는 이철환이 인천지방법원장에 재직하고 있을 때인 1993년 10월 4일 민자당 소속의 유성환 의원이 대법원 국정감사 자료를 인용하여 시국사건을 재판한 법관의 명단을 공개하면서 권인숙에 대해 문귀동의 고문사실은 인정되지만 문씨가 잘못을 시인하고 개전의 정이 뚜렷하다"는 이유로 재정신청을 기각한 이철환 당시 서울고등법원 재판장을 포함시켰다.

## 주요 판결
서울형사지방법원 항소7부 재판장으로 재직하던 1982년 11월 2일에 대한화재보험빌딩 화재사건 관련 피고인에 대해 법률상 피고인의 직무와 관련이 없거나 증거가 없다는 이유로 무죄를 선고했다.
서울형사지방법원 항소7부 재판장으로 재직하던 1983년 3월 22일 지난해 9월 16일 서울대 학생회관 등지에서 "한일 안보경협을 거부한다"는 등의 내용이 담긴 유인물 1800여장을 뿌리며 시위를 선동하여 징역1년6월~1년까지 선고받은 서울대생 7명의 항소를 기각했다.
서울형사지방법원 항소10부 재판장으로 재직하던 1991년 3월 15일에 동료사원 200여명과 함께 방송 민주화 등을 요구하며 신임 서기원 사장의 출근을 저지하고 퇴진 
시위를 주도하며 1개월간 회사의 업무를 방해한 KBS사태와 관련 업무방해 등으로 구속되어 1심에서 징역1년6월 선고받은 전 KBS노조위원장 겸 비상대책위원장 안동수에 대해 징역1년을 선고했다. 4월 13일에 기준 벌점을 초과해 운전하다 무면허 운전 혐의로 1심에서 유죄 판결받은 피고인에 대해 "행정기관이 운전면허 취소 사실을 통지하지 않으면 무면허 운전으로 볼 수 없다"는 이유로 무죄를 선고했다.
서울형사지방법원 합의30부 재판장으로 재직하던 1991년 4월 15일에 자주민주통일그룹 사건으로 구속된 전대협 의장 송갑석 전 전남대 총학생회장에게 징역6년 자격정지6년을 선고했다. 7월 5일에 수서 특혜 분양 사건으로 구속된 정병조 전 청와대 비서관 등 9명의 피고인 중에서 장씨와 신민당소속 이원배, 민자당소속 이태섭 의원 등에게 징역5년~6년을 선고하고 정태수 한보그룹 회장과 민자당 소속의 오용운 김동주 (1944년) 의원에게 징역3년 집행유예5년, 신민당소속 김태식 (정치인),연합주택 간사인 고진석에게 징역2년 집행유예4년을 선고하고 석방했다.
서울고등법원 형사2부 재판장으로 재직하던 1987년 5월 26일에 간첩 혐의로 구속되어 1심에서 징역15년 자격정지 15년을 선고받은 전 서울대 지리교육과 교수 이병설에 대해 징역12년 자격정지12년을 선고하면서 전 민주교육실천협의회 사무국장 유상덕에게 징역2년 자격정지2년과 또 다른 피고인에게 징역1년6월 자격정지1년6월 집행유예3년을 선고했다.